# بهنام بهزادی
بهنام بهزادی بروجنی (زاده ۲ مرداد ۱۳۵۱) کارگردان، فیلم‌نامه‌نویس، تدوین‌گر و تهیه‌کننده اهل ایران است.
او یکی از کارگردانان موفق ایرانی در سطح بین‌المللی است و فیلم‌هایش جوایز متعددی را از جشنواره‌های داخلی و بین‌المللی به دست آورده‌اند. آخرین فیلم بلند او وارونگی در بخش رسمی جشنواره کن، نوعی نگاه حضور داشت. این فیلم همچنین جایزۀ بهترین فیلم را در جشنواره مِد ایتالیا و جایزه بهترین فیلم و بهترین فیلمنامه را از جشنوارۀ فیلم جیپور هند دریافت کرد. وی همچنین برندۀ جایزۀ بهترین کارگردانی برای فیلم تنها دو بار زندگی می‌کنیم از جشنواره گرانادای اسپانیا شده و جایزهٔ ویژهٔ هیئت داوران را برای فیلم قاعدۀ تصادف از جشنواره‌های مانهایم هایدلبرگ آلمان و جشنواره فیلم توکیو به دست آورده‌است. او همچنین برای این فیلم در جشنواره‌های سه قاره (نانت) و جشنواره بین‌المللی فیلم فجر جایزه فیلم منتخب تماشاگران را نیز به‌دست آورده‌است. جایزه سیمرغ بلورین بهترین کارگردانی و بهترین فیلم در بخش بین‌الملل و جایزه سیمرغ بلورین بهترین فیلمنامه از بخش ملی جشنواره فیلم فجر در سال ۱۳۹۱ از دیگر جوایز اوست.

## زندگی و فعالیت‌ها
بهنام بهزادی بروجنی در ۲ مردادماه ۱۳۵۱ در بروجن به دنیا آمد. فعالیت هنری‌اش را در نوجوانی با تأتر و عکاسی آغاز کرد. بعد از آن به فیلمسازی علاقه‌مند شد و نخستین فیلم کوتاه «سوپر هشت» خود را در ۱۶ سالگی ساخت. او در مقطع کارشناسی فیلم‌سازی در دانشکده صداوسیما تحصیل کرد و پس از آن به شکل حرفه‌ای به فیلمسازی پرداخت.
بهزادی تاکنون بیش از ۲۰ فیلم کوتاه، مستند و تلویزیونی و چهار فیلم سینمایی ساخته‌است. از وی مقالات و نوشته‌های مختلفی در نشریات منتشر شده‌است. او همچنین به عنوان عضو هیئت داوری در جشنواره‌های مختلف داخلی و بین‌المللی از جمله جشنواره گوتنبرگ سوئد حضور داشته‌است. وی از سال ۱۳۹۴ به عنوان مدرس در مقطع کارشناسی ارشد به تدریس فیلمسازی در دانشکده سینما و تئاتر دانشگاه هنر و دانشگاه سوره در تهران مشغول است.
او همچنین بنیان‌گذار مدرسه فیلم ماجرا است؛ یک سرویس آنلاین آموزش مهارت‌های سینمایی که در سال ۱۳۹۹ با هدف استفاده از نوآورانه‌ترین امکانات آموزشی آنلاین، دعوت از مدرسان حرفه‌ای بین‌المللی و تشکیل یک شبکه‌ی جهانی از هنرمندان نوآور تاسیس شد.

## فیلم‌شناسی

### فیلم‌سینمایی
| نام فیلم               | سال  | نویسنده | کارگردان | تهیه‌کننده | مدت دقیقه | توضیحات و جوایز |
| ---------------------- | ---- | ------- | -------- | --------- | --------- | --- |
| تنهادوبار زندگی می‌کنیم | ۱۳۸۶ | آری     | آری      | آری       | ۹۰        | نامزد هوگوی طلایی بهترین فیلم جشنواره فیلم شیکاگو ۲۰۰۸ نامزد بهترین فیلمنامه جشنواره آسیا پاسیفیک ۲۰۰۸ برنده جایزه الحمرا برای بهترین کارگردانی جشنواره گرانادا اسپانیا ۲۰۰۹ نامزد بهترین فیلم در جشنواره فیلمهای معاصر مکزیکو سیتی نامزد بهترین بازیگر مرد جشنواره آسیا پاسیفیک ۲۰۰۸ برنده جایزه نتپک به عنوان بهترین فیلم آسیایی اسپانیا ۲۰۰۹ برنده جایزه بهترین بازیگر مرد و بهترین بازیگر زن جشنواره سینه فن هند ۲۰۰۹ جایزه بهترین فیلمنامه انجمن نویسندگان و منتقدان سینمای ایران ۱۳۸۷ |
| قاعده تصادف            | ۱۳۹۱ | آری     | آری      | آری       | ۹۲        | برنده جایزه سیمرغ بلورین بهترین کارگردانی در بخش بین‌المللی جشنواره فیلم فجر ۱۳۹۱ برنده جایزه سیمرغ بلورین بهترین فیلم در بخش بین‌المللی جشنواره فیلم فجر ۱۳۹۱ برنده جایزه سیمرغ بلورین بهترین فیلم از نگاه تماشاگران در بخش بین‌المللی جشنواره فیلم فجر ۱۳۹۱ برنده جایزه سیمرغ بلورین بهترین کارگردانی در بخش بین‌المللی جشنواره فیلم فجر ۱۳۹۱ برنده جایزه ویژه هیئت داوران جشنواره فیلم توکیو ژاپن ۲۰۱۳نامزد جایزه بهترین فیلم در جشنواره سائوپائولو برزیل ۲۰۱۳ برنده جایزه ویژهٔ هیئت داوران جشنواره مانهایم هایدلبرگ آلمان ۲۰۱۳ برنده جایزه بهترین فیلم به انتخاب تماشاگران جشنواره سه قاره. نانت. فرانسه. ۲۰۱۳ نامزد جایزه بهترین فیلم جشنواره جیپور. هندوستان. ۲۰۱۵ |
| وارونگی                | ۱۳۹۴ | آری     | آری      | آری       | ۸۵        | نامزد بخش نوعی نگاه جشنواره فیلم کن فرانسه ۲۰۱۶ برنده جایزه بهترین فیلم جشنواره مدفیلم رم. ایتالیا ۲۰۱۶ نامزد جایزه بهترین فیلم جشنواره خیخون. اسپانیا ۲۰۱۶ نامزد جایزه بهترین کارگردانی جشنواره بلگراد صربستان ۲۰۱۷ برنده جایزه بهترین فیلم جشنواره جیپور هند ۲۰۱۷ برنده جایزه بهترین فیلمنامه غیراقتباسی جشنواره فیلم جیپور ۲۰۱۷ برنده جایزه بهترین فیلم جشنواره فیلم‌های ایرانی زوریخ ۲۰ |
| من می‌ترسم              | ۱۳۹۸ | آری     | آری      | آری       |           | |

### فیلم‌های کوتاه
- پدر بزرگ ۸ م. م۱۳۶۷
- زیستن ویدئویی۱۳۷۱
- امروز دوشنبه است؟ ۱۶م. م ۱۳۷۲
- روز اول ویدئویی۱۳۷۵
- تلافی ۱۶م. م ۱۳۷۸
- قصه‌های پدر (مجموعه ۱۰فیلم کوتاه) ویدئویی ۱۳۷۹
- رفتیم لب رودخانه ویدئویی ۱۳۸۰

### جوایز
تلافی برنده جایزه جشنواره فیلم کودک و نوجوان اصفهان ۱۳۸۹
برنده جایزه فیپای برای بهترین فبلم کوتاه فرانسه ۲۰۰۰
رفتیم لب رودخانه
جایزه کایت طلایی به‌عنوان بهترین فیلم جشنواره بوینس‌آیرس آرژانتین ۲۰۰۵
حرف‌هایت را پنهان کن
نامزد جایزه بهترین مستند کوتاه ایدفا آمستردام هلند ۲۰۰۲
برنده جایزه ویژه هیئت داوران سیلورداکس آمریکا ۲۰۰۳

### فیلم‌های مستند
- ۱۳۶۸ عاشورا ۸م. م
- ۱۳۷۳ دانشکده ۱۶م. م
- ۱۳۷۵ دست و نال ویدئویی
- ۱۳۷۶ طنین آبی کاشی ۱۶م. م
- ۱۳۸۲ آوازهای قو (مجموعه ۳ فیلم) ویدئویی
- ۱۳۸۱ حرف‌هایت را پنهان‌کن ویدئویی

### فیلم‌های داستانی تلویزیونی
- نشانی۱۳۸۰
- بغض شیشه‌ای۱۳۸۸
- قلب دوم۱۳۸۹
- یک‌نفر دیگر۱۳۹۰